# Trichodina
Trichodina ist eine symphoriontisch lebende Gattung aus der Gruppe der Wimperntierchen.

## Beschreibung
Der Körper ist flach-zylindrisch bis scheibenförmig gebaut. Die Haken des zur Anhaftung am Untergrund und zur Fortbewegung dienenden, dreiteiligen Hakenkranzes bestehen aus geraden oder gebogenen Außenhaken, einem dünn-gestreckt stab-, stachel- oder nadelförmigen Innenhaken und einem verbreiterten Mittelteil.
Die dem Untergrund abgewandt liegende und als Mundöffnung dienende adorale Wimpernspirale verläuft um das Körperende in einem Kreis zwischen 360° und 540°.

## Verbreitung und Lebensweise
Trichodina-Arten finden sich weltweit mit Ausnahme der Antarktis in stehendem und fließendem Süß- und Salzwasser. Sie besiedeln symphoriontisch die Haut von Fischen, Amphibien, Moostierchen und Nesseltieren, kommen aber auch frei flottierend vor. Bei geschwächten Fischen können sie als Schwächeparasiten bei Massenbefall die Haut schädigen und eine Trichodiniose verursachen. Wie alle Wimpertierchen filtern sie Partikel aus dem sie umgebenden Wasser.

## Taxonomie
Die Gattung wurde 1830 durch Christian Gottfried Ehrenberg erstbeschrieben, die Typusart ist Trichodina pedunculus. Für die Gattung wurden über 170 Arten beschrieben, von denen allerdings rund 70 Arten wegen unzureichender Beschreibungen nicht mehr anerkannt werden.